# Вопан, Висконсин
Вопан, Висконсин (енгл. Waupun) град је у америчкој савезној држави Висконсин.

## Демографија
По попису из 2010. године број становника је 11.340, што је 622 (5,8%) становника више него 2000. године.
| Група             | 2000.         | 2010.         |
| Белци             | 8.987 (83,8%) | 9.472 (83,5%) |
| Афроамериканци    | 1.266 (11,8%) | 1.384 (12,2%) |
| Азијати           | 28 (0,3%)     | 36 (0,3%)     |
| Хиспаноамериканци | 304 (2,8%)    | 217 (1,9%)    |
| Укупно            | 10.718        | 11.340        |